# Charlotte Cardin

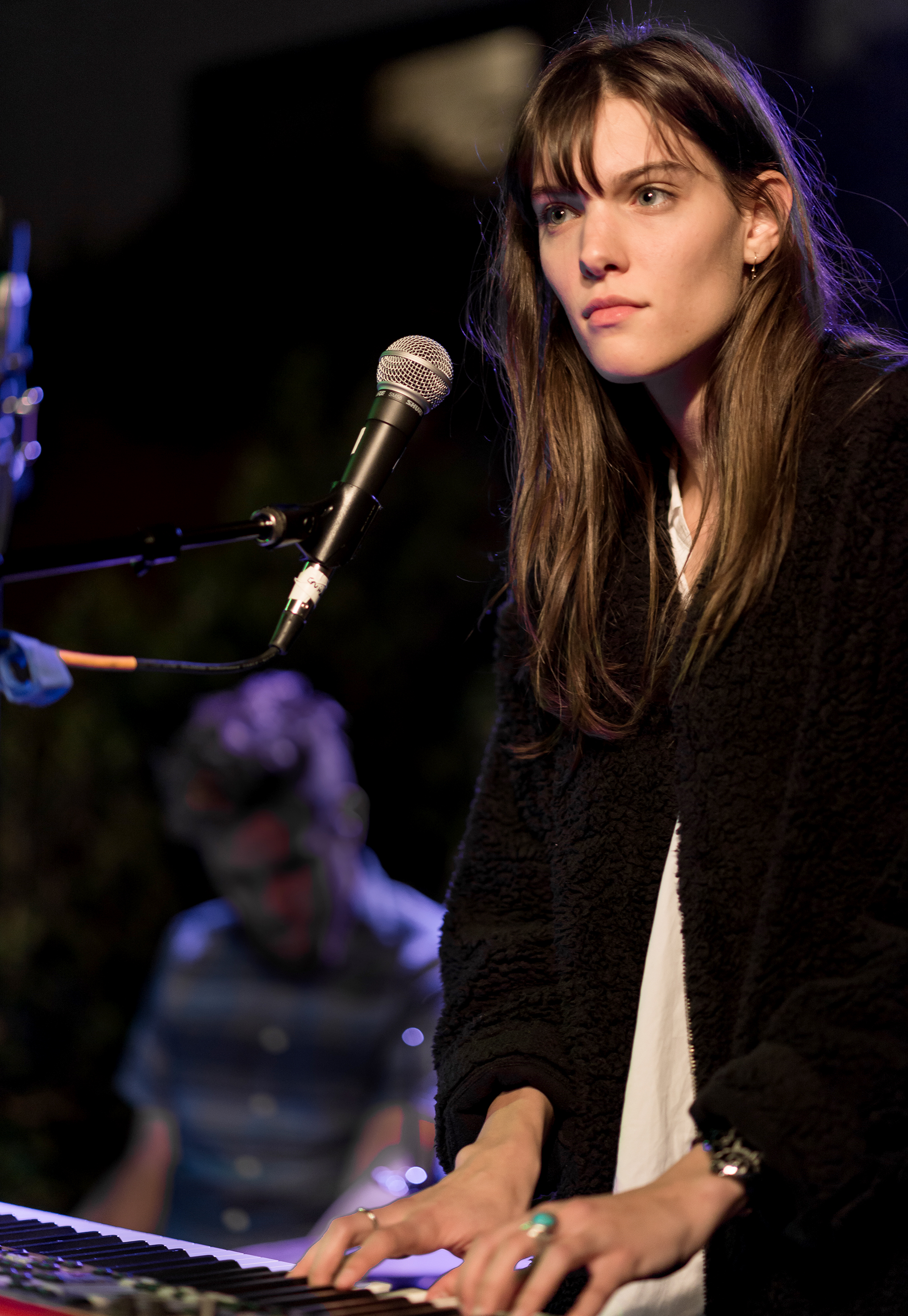
Charlotte Cardin, 2017

Charlotte Cardin-Goyer (* 9. November 1994 in Montreal) ist eine kanadische Sängerin und Songwriterin. Sie singt auf Englisch und Französisch und war zudem als Model tätig.

## Leben
Cardin wuchs in Montreal auf. Im Alter von acht Jahren begann sie, Gesangsunterricht zu nehmen. Im Alter von 15 Jahren begann sie als Model zu arbeiten. Im Jahr 2013 nahm sie an der kanadischen Castingshow La Voix, dem kanadischen Ableger von The Voice, teil. Dort wurde sie Zweite im Finale, lehnte es aber im Anschluss ab, einen Vertrag mit einem Musiklabel zu unterzeichnen und besuchte weiter ein Collège d’enseignement général et professionnel (Cégep). Ende 2013 nahm sie gemeinsam mit dem Sänger Garou das Lied Du vent, des mots für dessen Album Au milieu de ma vie auf. Cardin erklärte im Jahr 2016, dass sie weiter als Model arbeite, um ihren Lebensunterhalt finanzieren zu können, sie jedoch eine Karriere in der Musikbranche anstrebe. Im Juli 2016 veröffentlichte sie ihre Debüt-EP Big Boy, im Jahr 2017 folgte die EP Main Girl. In der Folge tourte sie durch Nordamerika und Europa.
Bei den Juno Awards 2018 war sie in der Kategorie „Durchbruch des Jahres“ sowie als „Songwriterin des Jahres“ für Lieder ihrer EP Main Girl nominiert. Im September 2020 veröffentlichte sie das Lied Passive Aggressive als Vorab-Single ihres im April 2021 erschienenen Debütalbums Phoenix. Das Album gewann bei den Juno Awards 2022 die Auszeichnung als Album sowie als Popalbum des Jahres. Cardin wurde zudem als Künstlerin des Jahres ausgezeichnet und ihr Lied Meaningless als Single des Jahres. Im August 2023 gab Cardin das Album 99 Nights heraus. Die Sängerin lebt in Paris.

## Stil
Cédric Bélanger von der Zeitung Le Journal de Québec beschrieb im Jahr 2016 ihre Musik als eine Mischung aus Pop, Electro, Soul, Hip-Hop und Rhythm and Blues. Auch Adam Wallis von Global News beschrieb ihre Werke als eine Mischung von Electro, Jazz und Hip-Hop. Cardin wird des Öfteren mit der britischen Sängerin Amy Winehouse verglichen. Eric Bureau von der Zeitung Le Parisien verglich Cardin aufgrund der Tatsache wie sie die verschiedenen Genres mischt mit den beiden französischsprachigen Sängerinnen Jain und Angèle. Cardin selbst erklärte in einem Interview aus dem Jahr 2021, dass sie Radiohead und Céline Dion zu ihren großen Einflüssen zähle.

## Auszeichnungen
Juno Awards
- 2018: Nominierung in der Kategorie „Breakthrough Artist of the Year“
- 2018: Nominierung in der Kategorie „Songwriter of the Year“
- 2022: „Single of the Year“ (für Meaningless)
- 2022: „Album of the Year“ (für Phoenix)
- 2022: „Artist of the Year“
- 2022: „Pop Album of the Year“ (für Phoenix)
- 2022: Nominierung in der Kategorie „Music Video of the Year“ (für Meaningless)
- 2022: Nominierung in der Kategorie „TikTok Juno Fan Choice“

## Diskografie

### Studioalben
| Jahr | Titel Musiklabel                 | Höchstplatzierung, Gesamtwochen, AuszeichnungChartplatzierungen (Jahr, Titel, Musiklabel, Platzierungen, Wochen, Auszeichnungen, Anmerkungen) | Höchstplatzierung, Gesamtwochen, AuszeichnungChartplatzierungen (Jahr, Titel, Musiklabel, Platzierungen, Wochen, Auszeichnungen, Anmerkungen) | Höchstplatzierung, Gesamtwochen, AuszeichnungChartplatzierungen (Jahr, Titel, Musiklabel, Platzierungen, Wochen, Auszeichnungen, Anmerkungen) | Höchstplatzierung, Gesamtwochen, AuszeichnungChartplatzierungen (Jahr, Titel, Musiklabel, Platzierungen, Wochen, Auszeichnungen, Anmerkungen) | Anmerkungen                           |
| Jahr | Titel Musiklabel                 | CA | FR | CH | BEW | Anmerkungen                           |
| ---- | -------------------------------- | --- | --- | --- | --- | ------------------------------------- |
| 2021 | Phoenix Atlantic Records (WMG)   | CA1 Platin · (56 Wo.)CA | FR26 (6 Wo.)FR | CH30 (2 Wo.)CH | BEW23 (4 Wo.)BEW | Erstveröffentlichung: 23. April 2021  |
| 2023 | 99 Nights Atlantic Records (WMG) | CA— PlatinCA | FR38 Gold · (23 Wo.)FR | — | BEW59 (17 Wo.)BEW | Erstveröffentlichung: 25. August 2023 |

### EPs
| Jahr | Titel Musiklabel                 | Höchstplatzierung, Gesamtwochen, AuszeichnungChartplatzierungen (Jahr, Titel, Musiklabel, Platzierungen, Wochen, Auszeichnungen, Anmerkungen) | Höchstplatzierung, Gesamtwochen, AuszeichnungChartplatzierungen (Jahr, Titel, Musiklabel, Platzierungen, Wochen, Auszeichnungen, Anmerkungen) | Höchstplatzierung, Gesamtwochen, AuszeichnungChartplatzierungen (Jahr, Titel, Musiklabel, Platzierungen, Wochen, Auszeichnungen, Anmerkungen) | Höchstplatzierung, Gesamtwochen, AuszeichnungChartplatzierungen (Jahr, Titel, Musiklabel, Platzierungen, Wochen, Auszeichnungen, Anmerkungen) | Anmerkungen                             |
| Jahr | Titel Musiklabel                 | CA | FR | CH | BEW | Anmerkungen                             |
| ---- | -------------------------------- | --- | --- | --- | --- | --------------------------------------- |
| 2016 | Big Boy Cult Nation              | CA6 Gold · (3 Wo.)CA | — | — | — | Erstveröffentlichung: 15. Juli 2016     |
| 2017 | Main Girl Atlantic Records (WMG) | CA4 Gold · (9 Wo.)CA | FR36 (10 Wo.)FR | — | — | Erstveröffentlichung: 6. September 2017 |

Weitere EPs
- 2023: Une semaine à Paris
- 2024: A Week in Nashville

### Singles
| Jahr | Titel Album                                    | Höchstplatzierung, Gesamtwochen, AuszeichnungChartplatzierungen (Jahr, Titel, Album, Platzierungen, Wochen, Auszeichnungen, Anmerkungen) | Höchstplatzierung, Gesamtwochen, AuszeichnungChartplatzierungen (Jahr, Titel, Album, Platzierungen, Wochen, Auszeichnungen, Anmerkungen) | Höchstplatzierung, Gesamtwochen, AuszeichnungChartplatzierungen (Jahr, Titel, Album, Platzierungen, Wochen, Auszeichnungen, Anmerkungen) | Anmerkungen                                                        |
| Jahr | Titel Album                                    | CA | FR | CH | Anmerkungen                                                        |
| --- | ---------------------------------------------- | --- | --- | --- | ------------------------------------------------------------------ |
| 2017 | Les échardes Big Boy                           | CA35 Gold · (1 Wo.)CA | — | — | Erstveröffentlichung: 7. Juli 2017                                 |
| 2020 | Passive Aggressive Phoenix                     | CA9 Platin · (2 Wo.)CA | — | — | Erstveröffentlichung: 18. September 2020                           |
| 2021 | Daddy Phoenix                                  | CA34 Platin · (2 Wo.)CA | — | — | Erstveröffentlichung: 11. Januar 2021                              |
| 2021 | Meaningless Phoenix                            | CA10 ×2Doppelplatin · (8 Wo.)CA | — | — | Erstveröffentlichung: 12. Februar 2021                             |
| 2023 | Confetti 99 Nights                             | CA5 ×4Vierfachplatin · (42 Wo.)CA | — | — | Erstveröffentlichung: 11. April 2023                               |
| 2023 | Next To You 99 Nights                          | CA18 (2 Wo.)CA | — | — | Erstveröffentlichung: 7. August 2023                               |
| 2023 | Feel Good Une semaine à Paris                  | CA17 Platin · (1 Wo.)CA | FR5 Diamant · (… Wo.)FR | CH83 (4 Wo.)CH | Erstveröffentlichung: 15. September 2023 Charteinstieg FR/CH: 2025 |
| Folgende Lieder erschienen nicht als Single, wurden aber durch das Album zum Download und Streaming bereitgestellt und konnten somit eine Platzierung erlangen: |                                                | | | |                                                                    |
| |                                                | | | |                                                                    |
| 2021 | Anyone Who Loves Me Phoenix                    | CA4 Gold · (3 Wo.)CA | FR— GoldFR | — | Videoauskopplung: 23. April 2021                                   |
| 2023 | 99 Nights                                      | CA27 (1 Wo.)CA | — | — |                                                                    |
| 2024 | Lonely With Our Love A Week in Nashville       | CA8 (2 Wo.)CA | — | — |                                                                    |
| 2024 | I Came Here To Leave You A Week in Nashville   | CA13 (1 Wo.)CA | — | — |                                                                    |
| 2024 | Did Life Work Out For You? A Week in Nashville | CA14 (1 Wo.)CA | — | — |                                                                    |

Weitere Singles
- 2015: Big Boy
- 2017: Main Girl (CA: ×2Doppelplatin , FR: Gold)
- 2017: Faufile (CA: Gold)
- 2017: Like It Doesn’t Hurt (feat. Nate Husser) (CA: Gold)
- 2018: Double Shifts (CA: Gold)

Weitere Lieder mit Auszeichnungen
- 2017: Dirty Dirty (CA: Platin)

### Gastbeiträge
| Jahr | Titel Album                             | Höchstplatzierung, Gesamtwochen, AuszeichnungChartplatzierungen (Jahr, Titel, Album, Platzierungen, Wochen, Auszeichnungen, Anmerkungen) | Höchstplatzierung, Gesamtwochen, AuszeichnungChartplatzierungen (Jahr, Titel, Album, Platzierungen, Wochen, Auszeichnungen, Anmerkungen) | Höchstplatzierung, Gesamtwochen, AuszeichnungChartplatzierungen (Jahr, Titel, Album, Platzierungen, Wochen, Auszeichnungen, Anmerkungen) | Anmerkungen                              |
| Jahr | Titel Album                             | CA | FR | CH | Anmerkungen                              |
| --- | --------------------------------------- | --- | --- | --- | ---------------------------------------- |
| Folgende Lieder erschienen nicht als Single, wurden aber durch das Album zum Download und Streaming bereitgestellt und konnten somit eine Platzierung erlangen: |                                         | | | |                                          |
| |                                         | | | |                                          |
| 2014 | Du vent, des mots Au milieu de ma vie   | CA6 (3 Wo.)CA | FR131 (6 Wo.)FR | — | Garou feat. Charlotte Cardin             |
| 2019 | Sometimes, All the Time Tout ça pour ça | CA17 Gold · (1 Wo.)CA | — | — | Loud feat. Charlotte Cardin              |
| 2024 | Ensemble Aliocha Schneider              | — | FR37 Platin · (28 Wo.)FR | — | Aliocha Schneider feat. Charlotte Cardin |